# 浜口倫太郎
浜口 倫太郎（はまぐち りんたろう、1979年2月19日 -）は、日本の小説家、放送作家。

## 人物
- 奈良県奈良市出身[1]。奈良県生駒市在住[2]。O型。
- 放送作家としては、『なるトモ!』（読売テレビ）『ビーバップハイヒール』（ABCテレビ）『クイズ!紳助くん』（ABCテレビ）『たかじん胸いっぱい』（関西テレビ）『ムハハnoたかじん』（関西テレビ)『あほやねん!すきやねん!』(NHK大阪放送局）などを担当。
- 受賞直後、ブログのアクセス数が最高で52321人となった[要出典]。
- 既婚者で二女の父親。

## 著書
- 『アゲイン』（2011年4月、ポプラ社）
  - 【改題】『もういっぺん。』（2014年2月、ポプラ文庫）[3]
- 『宇宙にいちばん近い人』（2013年6月、ポプラ文庫）
- 『シンマイ!』（2016年6月、講談社 / 2017年10月、講談社文庫）
- 『廃校先生』（2016年9月、講談社 / 2017年8月、講談社文庫）
- 『神様ドライブ』（2017年2月、講談社）
- 『22年目の告白 -私が殺人犯です-』（2017年4月、講談社文庫）
- 『くじら島のナミ』（2017年10月、ディスカヴァー・トゥエンティワン / 2021年6月、ディスカバー文庫）
- 『貝社員 浅利軍平』（2018年3月、講談社）
- 『私を殺さないで』（2019年2月、徳間文庫）
- 『AI崩壊』（2019年11月、講談社文庫）
- 『お父さんはユーチューバー』（2020年7月、双葉社 / 2022年7月、双葉文庫）
- 『君の心を読ませて』（2021年3月、実業之日本社）
- 『ワラグル』（2021年7月、小学館）
  - 【改題】『いつも二人で』（2023年9月、小学館文庫）[4]
- 『ゲーム部はじめました。』（2021年10月、講談社タイガ）
- 『闘資』（2021年11月、双葉社）
- 『転落』（2023年4月、幻冬舎） - TKOとの共著